# ريزدنت إيفل 5
ريزدنت إيفل 5 (بالإنجليزية: Resident Evil 5) (باليابانية: バイオハザード5) هي لعبة فيديو من نوع مغامرات-أكشن ورعب البقاء وتصويب منظور الشخص الثالث في سلسلة الشر المقيم من تطوير ونشر كابكوم. تم أصدارها في 2009 للبلاي ستيشن 3 وإكس بوكس 360 .

## الاحداث
بعد مرور خمسة سنوات من أحداث Resident Evil 4 تقع هذه القصة وهي من بطولة كريس ريدفيلد وهو عضو سابق في وحدة التكتيكات الخاصة وعضو حالي في تحالف تقييم الأمن للإرهاب البيولوجي (BSAA) تم إرساله إلى أفريقيا وبالتحديد مدينة كايجيجو للعمل مع شيفا ألمار لإلقاء القبض على ريكاردو إيرفينق قبل أن يتمكن من بيع سلاح عضوي حيوي في السوق السوداء، وخلال وصولهم اكتشفوا أنه تم تحويل السكان المحليين عن طريق الطفيليات إلى المجيني وأن أعضاء فريق الألفا قد تم قتلهم. وأثناء مواجهه معهم يتم إنقاذ كريس وشيفا عن طريق فريق الدلتا والذي يتضمن جوش ستون معلم شيفا، ويرى كريس صورة لجيل فالينتاين ( مساعدته القديمة ) في المعلومات التي زودها جوش لهم، والتي كان يعتقد أنها ماتت بعد مواجهة مع ألبرت ويسكر. يتمكن كل من فريق الدلتا وكريس وشيفا من إجاد إيرفنق ولكنه ينجح بالفرار بمساعدة شخص مقنع ويترك خلفه وثائق تقود كريس وشيفا إلى حقول نفط في المستنقعات حيث ستتم عملية البيع هناك. ويكتشفون لاحقًا أنها كانت عملية مضلله قام إيرفنق بالتخطيط لها لإبعادهم عن عمليته الرئيسية. فقام كل من كريس وشيفا بمحاولة الاجتماع مجددًا مع فريق دلتا ولكن في مكان اللقاء تم العثور على الفريق مقتولًا من قبل كائن عضوي حيوي ولم تتمكن شيفا من إيجاد جثة جوش مع البقية، ويرفض كريس أن يقوم بتبليغ القيادة العامة ويكشف عن عزمة لمعرفة إذا كانت جيل لا تزال على قيد الحياة.
تابع كريس وشيفا طريقهم عبر المستنقعات ووجدوا جوش مصابًا ولكنه بخير وبمساعدته تمكنوا من تتبع مركب إيرفنق، ويقوم إيرفنق بحقن نفسه بأحد أشكال فيروس لاس بلاقاس ويتحول إلى كائن مثل الأخطبوط الضخم. وتمكن كريس وشيفا من هزيمته وأخبرهم قبيل موته بالذهاب إلى كهف قريب لمعرفة المزيد. والكهف هو في الواقع مسكن قبيلة ندجابيا وهذا الكهف هو مصدر الأزهار المستخدمة لإنشاء الفيروس الأساسي والذي قاد إلى إنشاء فيروسات تي وجي، ويتم إستخدامه الآن لإنشاء سلالة جديدة فتاكة تدعى يورابوراس.
يجد كريس وشيفا دلائل على أن شركة ترايسيل وهي
الممولة لفريق BSAA قد استولت على مختبر تحت
الأرض لشركة أمبريلا وقامت بإكمال إبحاث الشركة.
ويجدون في المنشأة الالآف من الكبسولات والتي تحمل
أناسًا لإجراء الاختبارات عليهم، ويكتشف كريس أن جيل
كانت في أحد هذه الكبسولات ولكن ليس لها أثر الآن.
وأثناء مغادرتهم علموا أن أكسيلا قوني وهي عميل في
ترايسلا تقوم بالتخطيط مع ويسكر لأطلاق عدد من
الصواريخ الحاملة لفيروس يورابوراس في جميع أنحاء
العالم، ( ويتبين في نهاية المطاف أن ويسكر يأمل في
أن تكونح هناك مجموعة مختارة ممن يصابون بهذا
الفيروس ويسطير عليهم وبهذا يخلق سلالته الإنسانية
الجديدة )
قام كريس وشيفا بملاحقة أكسيلا ولكن قام ويسكر
بإيقافهم مع الشخص صاحب القناع والذي تبين لاحقًا
بأنها جيل المستعبدة عن طريق جهاز يتحكم بالعقل
مثبت على صدرها. ويخطط ويسكر وأكسيلا الهرب إلى
ناقلة نفط تابعة لترايسلا، بينما كان كريس وشيفا
يحاربان جيل وتمكنا أخيرًا من إخضاعها ونزع الجهاز من
صدرها وبعد أن أفاقت أمرت كريس باللحاق بويسكر.
وأثناء رحلتهم على متن ناقلة النفط يقابلون أكسيلا
وتقوم بالهرب وإسقاط حقيبة تحوي بعض الحقن، وتقوم
شيفا بالاحتفاظ بها، وعندما يصل كريس وشيفا إلى
السطح الرئيسي للناقلة يخبرهم ويسكر عن طريق
مكبرات الصوت بخيانته لأكسيلا وحقنها بفيروس
يورابوراس، وتحولت في الحال إلى وحش عملاق
وبالطبع تمكن كريس وشيفا من هزيمتها.
وبعدها تتواصل معهم جيل لتخبرهم بأن ويسكر يجب
أن يأخذ جرعات دقيقة ومنتظمة من الفيروس ليتمكن
من الحفاظ على قوته وسرعته الخارقة وفي حال تغير
الجرعة سيكون هذا بمثابة السم له، هنا تتنبه شيفا إلى
الجرعات التي احتفظت بها عندما اسقطتها أكسيلا سابقًا
وأنها في الواقع جرعات الفيروس، لذلك قاموا بملاحقة
ويسكر إلى ناقلة محملة بالصواريخ تحتوي على فيروس
يورابوراس، وفي نهاية المطاف استطاعوا حقن ويسكر
بجرعة اضافية وحاول بعدها الهرب على الطائرة المزودة
بالقنابل، ولكن قام كريس وشيفا باللحاق به وتعطيل
القنابل وتسببوا في سقوط الطائرة في بركان، وتعرض
ويسكر لفيروس يورابوروس وتحول إلى مخلوق مختلف
وقام بملاحقة كريس وشيفا وقاما بمقاتلت ويسكر حتى
سقط في الحمم البركانية، تم بعد ذلك إنقاذهما من قبل
مروحية تقودها جيل وجوش، وحاول ويسكر وهو يلفظ
انفاسة الأخيرة من اسقاط الطائرة ولكن كريس وشفا
قتلاه باستخذام قاذفة الصواريخ.

## طريقة اللعب
ريزدنت إيفل 5 مشابه للجزء السابق من اللعبة ريزدنت إيفل 4، في الحركة في السياق الذي يوجد في جهاز التحكم والمشاهد الحيوية.
والذي يفتقر إلى الرعب نوعا ما مقارنة بالأجزاء التي سبقته وهي الجزء 1-2-3-4 التي تتميز بأمكانية استخدام أسلحة متنوعة مثل المكنسة والسكين والحجر واختيار الشخصيات.
ولكن ما يميز هذا الجزء هو انه يمكنك أن تغير زي كريس ريدفيلد(بالإنجليزية: Chris Redfield) وشيفاألمور(بالإنجليزية: Sheva Alomar) مثل ليون في ريزدنت إيفل 4,
وأيضا في الجزء هذا البيئة تلعب دور رئيسي في اللعبة.
وتوجد لعبة أخرى في نفس الشريط قصيرة، ظهرت في الأجزاء السابقة من السلسلة.

لقطة من داخل اللعبة.

## القصة
الشخصية الرئيسية للعبه هي كريس ريدفيلد (Chris Redfield) - وهو أحد الشخصيات الرئيسية من الجزء الأول - واللعبة تجرى بعد مرور 13سنة على أحداث رزدنت إيفل الجزء الأول. القصة ستكشف حياة كريس خلال 13سنة الفاصله بين الجزئين، الأول والخامس. أثناء أحداث اللعبة، سيكون كريس عضو في مجموعة تعرف باسم BSAA، وأرسل في مهمه لتحقيق حادثة وقعت في منطقة صحراوية - التي ستكون مقام اللعبة وخلفيتها. تاكوشي أكد ان انثى ظهرت في جزء سابق من السلسلة ستظهر في هذه اللعبة، وأيضا أنها ظهرت في الدعاية الأخيرة (الديمو) للعبه.

## نـمط اللعب
على الرغم مأقدمته شركة كابكوم من جرافيكس ونمط لعب مميز إلا أن هذا الجزء افتقد لعامل الرعب والاثاره فقد أصبحت اللعبة شبيهه بالعاب الشوتر كألعاب (كول أوف ديوتي وباتلفيلد) فقد افتقدت العنصر التي كانت تتميز به الاصدارات السابقة من العاب ريزدنت ايفل.